# Форт № 3 — Король Фридрих III
Форт № 3 — Король Фридрих III — фортификационное сооружение города-крепости Кёнигсберг, один из двенадцати основных фортов фортового пояса «Ночная перина Кёнигсберга».

## История
Построен в 1873-78 годах. Первый по дате начала строительства и крупнейший форт Кёнигсберга, площадь 350х180 метров, глубина 3-5 метров. Форт № 3 изначально назывался «Кведнау» (по названию возвышенности, на которой был возведен). с 1894 года носил название «Король Фридрих III». Прикрывал железнодорожные линии на Раушен и Кранц, шоссейную дорогу на Кранц.
Форт имеет сухой ров шириной 10—11 м и глубиной 6 м, что позволило казармы для солдат и офицеров разместить в два этажа. Центральная потерна (закрытый проход, сообщение в виде галереи) заканчивается объёмным кофром (закрытый каменный ход в крепостном рву) за внешней стеной рва. Вход в кофр осуществляется из рва и из центральной потерны по подземному ходу, который идёт под рвом.
В двухэтажном центральном сооружении расположены казармы, лазарет, кухня, столовая, склады боеприпасов, продовольствия, снаряжения и топлива, караульное помещение, котельная, мастерские и вспомогательные помещения. Для жизнеобеспечения гарнизона форта предусмотрены системы отопления с дымовыми обогревательными каналами внутри стен, водоснабжения из колодца, естественной вентиляции, выгребной канализации и энергообеспечения. По обе стороны от центральной потерны расположены внутренние дворики, служащие транспортными развязками и укрытиями для орудий. Все подземные казематы имеют сводчатые перекрытия, выполненные из многократно обожженного керамического кирпича. Помещения соединяются центральной и боковыми потернами, этажи — наружными и внутренними маршевыми и винтовыми лестницами. Амбразуры кофра позволяли обстреливать передние фасы сухого рва. Над ними свисали металлические сетки, не позволявшие противнику спускать к амбразурам взрывные заряды и бросать отвесно гранаты.
На боевом вале толщиной 3—4 м располагались прикрытые брустверами артиллерийские позиции с казематированными траверсами для укрытия расчетов, оборудованные талевыми подъемниками и лифтами для подъема боеприпасов и наблюдательными сооружениями с неподвижными амбразурами и вращающимися башнями. Для обороны в пределах рва в углах центрального сооружения имеются капониры и полукапониры для ведения флангового и фронтального огня. В горжевой части форта расположены казематы с амбразурами флангового огня.
После появления фугасных снарядов, в 1887—1891 годах было произведено бетонирование по слою песка пороховых погребов, казарм и центральной потерны.
К 9 часам 9 апреля 1945 года форт № 3 «Король Фридрих III» был взят воинами 557-го стрелкового Мазурского полка 153-й стрелковой Смоленской Краснознамённой ордена Кутузова дивизии 50-й армии. В результате штурма форт получил незначительные повреждения.
В послевоенные годы форт № 3 использовался в качестве склада боеприпасов и военного имущества, с середины 1990-х годов не используется.
Постановлением Правительства Калининградской области от 23 марта 2007 года № 132 форт № 3 «Король Фридрих III» получил статус объекта культурного наследия регионального значения.
На июль 2016 года доступ на территорию форта № 3 закрыт, согласно табличке у ворот «Объект закрыт на реставрацию».
На февраль 2024 форт передан коммерческой организации для реставрации и переоборудования в туристический объект с гостиницей. Ведутся строительные работы.